# Берестовичаны
Берестовича́ны (бел. Бераставічаны) — деревня в Берестовицком районе Гродненской области Белоруссии.
Центр Берестовицкого сельсовета.
Расположена у юго-западной границы района. Расстояние до районного центра Большая Берестовица по автодороге — 3 км и до железнодорожной станции Берестовица — 10 км (линия Мосты — Берестовица). Ближайшие населённые пункты — Большая Берестовица, Меньки, Эйминовцы. Площадь занимаемой территории составляет 0,4016 км², протяжённость границ 7582 м.

## История
Берестовичаны впервые упоминаются в XVIII веке. В 1793 году принадлежали Коссаковским, входили в состав Гродненского повета Трокского воеводства Великого княжества Литовского Речи Посполитой. За подавлением восстания Костюшко 1794 года последовал Третий раздел Речи Посполитой, в результате которого территория Великого княжества Литовского отошла к Российской империи и деревня была включена в состав новообразованной Велико-Берестовицкой волости Гродненского уезда Слонимского наместничества. Затем с 1796 года в Литовской, а с 1801 года в Гродненской, губерниях. В 1845 году числились как фольварк и деревня, часть имения Большая Берестовица, принадлежавшего Л. Коссаковской. Насчитывали 38 хозяйств, 263 жителя, 383 десятины 1606 саженей земель помещика и 595 десятин 800 саженей земель крестьян. В фольварке имелась винокурня. Деревня отмечена на карте Шуберта (середина XIX века) под названием Бржестовичаны. Согласно описи 1864 года насчитывали 27 дворов, из них 11 принадлежали безземельным крестьянам, 156 ревизских душ и 6 батраков. На 1890 год числились как деревня и фольварк имения Большая Берестовица, принадлежавшего С. Коссаковскому. Деревня имела 723 десятины земли в крестьянском пользовании. По переписи 1897 года числились деревня, фольварк и двор лесника, насчитывавшие 71 двор и 506 жителей, 1 двор и 26 жителей, 1 двор и 3 жителей, соответственно. В 1900 году приписано 823 десятины крестьянской земли. На 1905 год — деревня и имение, насчитывавшие 530 жителей деревни и 3 жителей имения. В 1914 году числились деревня и имение, принадлежащее графу Корвин-Коссаковскому. Насчитывали 291 жителя деревни и 37 жителей имения. С августа 1915 по 1 января 1919 года входили в зону оккупации кайзеровской Германии. Затем, после похода Красной армии, в составе ССРБ. В феврале 1919 года в ходе советско-польской войны заняты польскими войсками, а с 1920 по 1921 год войсками Красной Армии.
После подписания Рижского договора, в 1921 году Западная Белоруссия отошла к Польской Республике и Берестовичаны были включены в состав новообразованной сельской гмины Велька-Бжостовица Гродненского повета Белостокского воеводства. В 1924 году числились как деревня и фольварк, насчитывавшие 31 дым (двор) и 262 души (137 мужчин и 125 женщины), 3 двора и 61 душу (27 мужчин и 34 женщины), соответственно. Из них 3 католика и 259 православных в деревне и 35 католиков и 26 православных на фольварке; 9 поляков и 253 белоруса, 37 поляков и 24 белоруса, соответственно..
В 1939 году, согласно секретному протоколу, заключённому между СССР и Германией, Западная Белоруссия оказалась в сфере интересов советского государства и её территорию заняли войска Красной армии. В 1940 году деревня вошла в состав новообразованного Большеберестовицкого сельсовета Крынковского района Белостокской области БССР. С июня 1941 по июль 1944 года оккупирована немецкими войсками. Берестовичаны потеряли 22 жителей, погибших на фронте и в партизанской борьбе, и 8 жителей, расстрелянных во время оккупации. С 20 сентября 1944 года в Берестовицком районе. 16 июля 1954 года включена в состав Иодичского сельсовета. С 25 января 1962 года по 30 июля 1966 входила в состав Свислочского района. В 1970 году насчитывала 74 жителя, установлен памятник землякам, погибшим во времена Второй мировой войны. С 11 февраля 1972 года в Берестовицком поселковом, а с 19 января 1996 года центр сельского, советов. На 1998 год насчитывала 63 двора и 122 жителя, библиотеку, клуб, магазин. С 1940 по 1951 год (с перерывом во время войны) была центром колхоза имени Калинина, затем до 26 июня 2003 года входила в состав колхоза «Красный Октябрь» (бел. Чырвоны Кастрычнік). На 2015 год в деревне действует клуб-библиотека.

## Население
| 1845 | 1897 | 1905 | 1924 | 1970 | 1998 | 1999 | 2009 | 2015 |
| ---- | ---- | ---- | ---- | ---- | ---- | ---- | ---- | ---- |
| 263  | 535  | 530  | 323  | 74   | 122  | 106  | 73   | 55   |

## Транспорт
Через Берестовичаны проходит автодорога местного значения Н6013 Субочи—Шиловичи—Семёново—Большая Берестовица.

## Памятные места
Памятник, воздвигнутый в честь 26 земляков, погибших в годы Великой Отечественной войны в 1941—1945 годы.